# Haywardina quantius
Haywardina quantius är en fjärilsart som beskrevs av Jean Baptiste Godart 1823. Haywardina quantius ingår i släktet Haywardina och familjen praktfjärilar. Inga underarter finns listade i Catalogue of Life.